# Melinda Kinnaman
Melinda Rosalie Kinnaman (Estocolmo, 9 de novembro de 1971) é uma atriz sueca.

## Biografia
Melinda Kinnaman nasceu a 9 de novembro de 1971, em Estocolmo, filha dos norte-americanos Steve Kinnaman e Dee Kinnaman. Aos treze anos, fez a sua estreia como atriz, interpretando a maria-rapaz Saga, no aclamado filme de 1985 Mitt liv som hund, realizado por Lasse Hallström. Frequentou a Academia de Teatro em Estocolmo, entre 1991 e 1994. Desde então, tem feito parte do agrupamento do Teatro Dramático Real em Estocolmo, onde tem representado papéis principais em diversos clássicos, como de Ifigénia em Ifigénia em Áulide (1995), Bianca em A Fera Amansada (1997), Anja em O Jardim das Cerejeiras (1997), Estelle em Entre Quatro Paredes (2000), Marie em Woyzeck (2003), Jessica em O Mercador de Veneza (2004) e Martirio em A Casa de Bernarda Alba (2008). Em 2011, interpretou a violinista em Duet for One.
Ela também desenvolveu habilidades acrobáticas e trabalhou com teatro conciliado com circo contemporâneo, desde o início no Real Teatro Dramático em 1994, com a produção de Robert Lepage da peça O Sonho, de August Strindberg, e avançou ainda mais na protagonização de uma encenação destemida de Romeu e Julieta, em 2002. Melinda Kinnaman seguiu nessa linha por alguns anos, atuando em Copenhaga como convidada em A Tempestade, de Shakespeare, e A Pequena Sereia, de Hans Christian Andersen. Já participou também em produções de dança moderna, em Estocolmo.
No palco, no cinema e na televisão, ela tem trabalhado em papéis principais com personalidades proeminentes, como Bo Widerberg em Ormens väg på hälleberget, Hans Alfredson em Vargens tid (1988), Colin Nutley no telefilme sueco-britânico Vägen hem (1989), Ingmar Bergman e Daniel Bergman em Söndagsbarn, também com dramaturgos contemporâneos como Lars Norén e Henning Mankell. Em 1999, ela compartilhou o papel principal com Pernilla August, no filme internacional Mary, Mother of Jesus. Desde 2015, protagoniza a série televisiva Modus.
Em 1988, venceu o prémio especial "Melhor Atriz Jovem num Filme Estrangeiro", nos Young Artist Awards.

## Filmografia

### Séries televisivas
| Ano       | Título                 | Papel               | Nota                                      |
| --------- | ---------------------- | ------------------- | ----------------------------------------- |
| 1989      | Vildanden              | Hedvig Ekdahl       | Elenco principal; minissérie, 3 episódios |
| 1995-1997 | Radioskugga            | Vanja               | 3 episódios                               |
| 2003      | Mannen som log         | Kristina Harderberg | Minissérie, 2 episódios                   |
| 2004-2006 | Ørnen: En krimi-odyssé | Frida Evander       | 8 episódios                               |
| 2006      | Klovn                  | Melinda             | 1 episódio                                |
| 2008      | Häxdansen              | Nadja               | 6 episódios                               |
| 2015      | Bron/Broen             | Anna                | 4 episódios                               |
| 2015      | Modus                  | Inger Johanne Vik   | Elenco principal; 8 episódios             |

### Longas-metragens
| Ano  | Título                    | Papel              | Nota           |
| ---- | ------------------------- | ------------------ | -------------- |
| 1985 | Mitt liv som hund         | Saga               |                |
| 1986 | Ormens väg på hälleberget | Eva (criança)      |                |
| 1988 | Vargens tid               | Isis               |                |
| 1988 | En far                    | Bertha             | Telefilme      |
| 1989 | Vägen hem                 | Maja               | Telefilme      |
| 1992 | Söndagsbarn               | garota cega        |                |
| 1996 | Ellinors bröllop          | Maria              |                |
| 1996 | Ett sorts Hades           | Marie              | Telefilme      |
| 1997 | Slutspel                  | Johanna            |                |
| 1998 | Personkrets 3:1           | Sannna             | Telefilme      |
| 1999 | Mary, Mother of Jesus     | Maria (jovem)      | Telefilme      |
| 2002 | Hus i helvete             | Minoo              |                |
| 2003 | Norrmalmstorg             | Kicki              | Telefilme      |
| 2004 | Strings                   | Zita               | Dobragem sueca |
| 2012 | Odjuret                   | Mariana Hermansson | Telefilme      |

## Vida pessoal
Melinda Kinnamen vive com o seu parceiro Tilman O'Donnell, um bailarino e coreógrafo, com quem tem um filho.
Ela tem cinco meios-irmãos, entre eles o também ator Joel Kinnaman.